# 金乗寺 (鴻巣市)
金乗寺（こんじょうじ）は、埼玉県鴻巣市にある真言宗豊山派の寺院。

## 歴史
創建年代は不明である。ただ1629年（寛永6年）の荒川瀬替（荒川の河川付け替え）により、取り残されて1632年（寛永9年）に現在地に移転したという記録から、その頃までには既に存在していたものと推測される。また「仁治三年（1242年）」の板碑を所蔵していることから、その歴史は鎌倉時代中期に遡る可能性がある。
1649年（慶安2年）に江戸幕府からは寺領10石を保証する朱印状が与えられた。
1897年（明治30年）の火災で薬師堂を除き焼失してしまった。1901年（明治34年）に再建された。現在の本堂は1954年（昭和29年）に建てられたものである。

## 文化財
- 仁治三年双方式板碑（鴻巣市指定有形文化財 昭和34年1月16日指定）[2]

## 交通アクセス
- 北鴻巣駅より徒歩19分。